# ستيفن بينغهام
ستيفن بينغهام (بالإنجليزية: Stephen Bingham)‏ هو محامي أمريكي، ولد في 23 أبريل 1942.